# Don't Do That
Don't Do That è una canzone pubblicata nel 1980 dalla rock band inglese The Young & Moody Band.

## Tracce
1. Don't Do That - 3:22 - (B.Young/M.Moody)
2. How Can I Help You Tonight - 3:32 - (B.Young/M.Moody)

## Formazione
- Micky Moody (chitarra)
- Bob Young (Armonica a bocca, voce)
- Lemmy Kilmister (basso)
- Cozy Powell (percussioni)
- Ed Hamilton (voce in Don't Do That)
- Coleen Nolan (cori)
- Linda Nolan (cori)